# Tatra 30

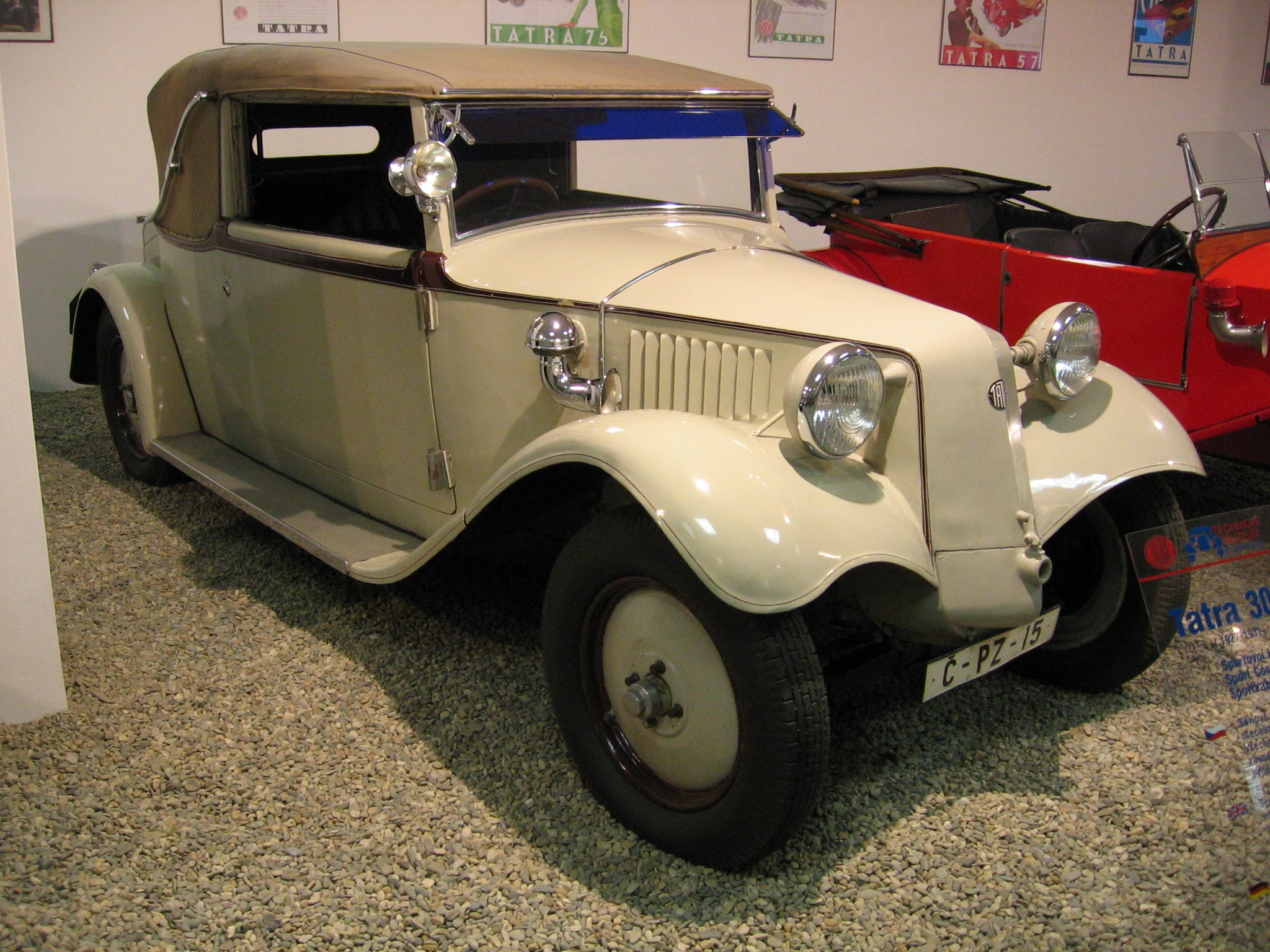

Der Tatra 30 ist ein Pkw-Modell des Nesselsdorfer Herstellers Tatra. Er erschien 1926 als größeres Schwestermodell des Tatra 11.

## Beschreibung
Das Fahrzeug hatte einen obengesteuerten, luftgekühlten Vierzylinder-Boxermotor (a) mit 1680 cm³ Hubraum und 24 PS (17,6 kW) Leistung. Nach anderen Quellen handelte es sich dabei nicht um einen Boxermotor, sondern um einen V-Motor mit 180° Gabelwinkel. Der von Hans Ledwinka entwickelte Motor trieb über eine Mehrscheiben-Trockenkupplung und ein Vierganggetriebe mit Mittelschaltung die Hinterräder an. Die erreichbare Höchstgeschwindigkeit des 1000–1290 kg schweren Wagens lag bei 90 km/h. Er hatte einen Zentralrohrrahmen, eine starre Vorderachse (geschobene Deichselachse) mit Querblattfeder und eine Pendelachse hinten, ebenfalls mit Querblattfeder. Die Pendelachse war „gelenklos“, das heißt jede Antriebswelle hatte ein eigenes Tellerrad, das sich beim Einfedern auf seinem Antriebsritzel abwälzte. Das Differentialgetriebe saß vor dem Achsantrieb.
Es gab verschiedene 2-, 4- und 6-sitzige Aufbauten, zum Beispiel Limousinen, Cabriolets etc. Ein 6-Sitzer wurde unter dem Namen Normandie als kleiner Mannschaftswagen für die Forstwirtschaft verkauft. Innerhalb von vier Jahren wurden insgesamt ca. 900 Exemplare hergestellt.
Ebenfalls 1926 stellten die Tatra-Werke ein Renn- und Sportfahrzeug mit Namen Tatra 30 Sport vor. Sein Motor gleicher Bauart hatte 1910 cm³ Hubraum, entwickelte 32–35 PS (23,5–25,7 kW) und verlieh dem leichten Fahrzeug eine Höchstgeschwindigkeit von 125 bis 130 km/h. Der Tank war hinter den Sitzen quer im Fahrzeug eingebaut.
1929 erschien als Zwischentyp der Tatra 30/52. Er hatte das Fahrwerk des Tatra 30 in Verbindung mit dem Motor des Tatra 30 Sport. In diesem Modell entwickelte dieser eine Leistung von 30 PS (22 kW) und beschleunigte den Wagen auf bis zu 90 km/h. Dieser Typ wurde nur ein Jahr lang ausschließlich als viersitziges Cabriolet mit zwei Türen geliefert.
Nachfolger dieser Modelle war ab 1930 der Typ 52.